# Kfar Shemaryahu

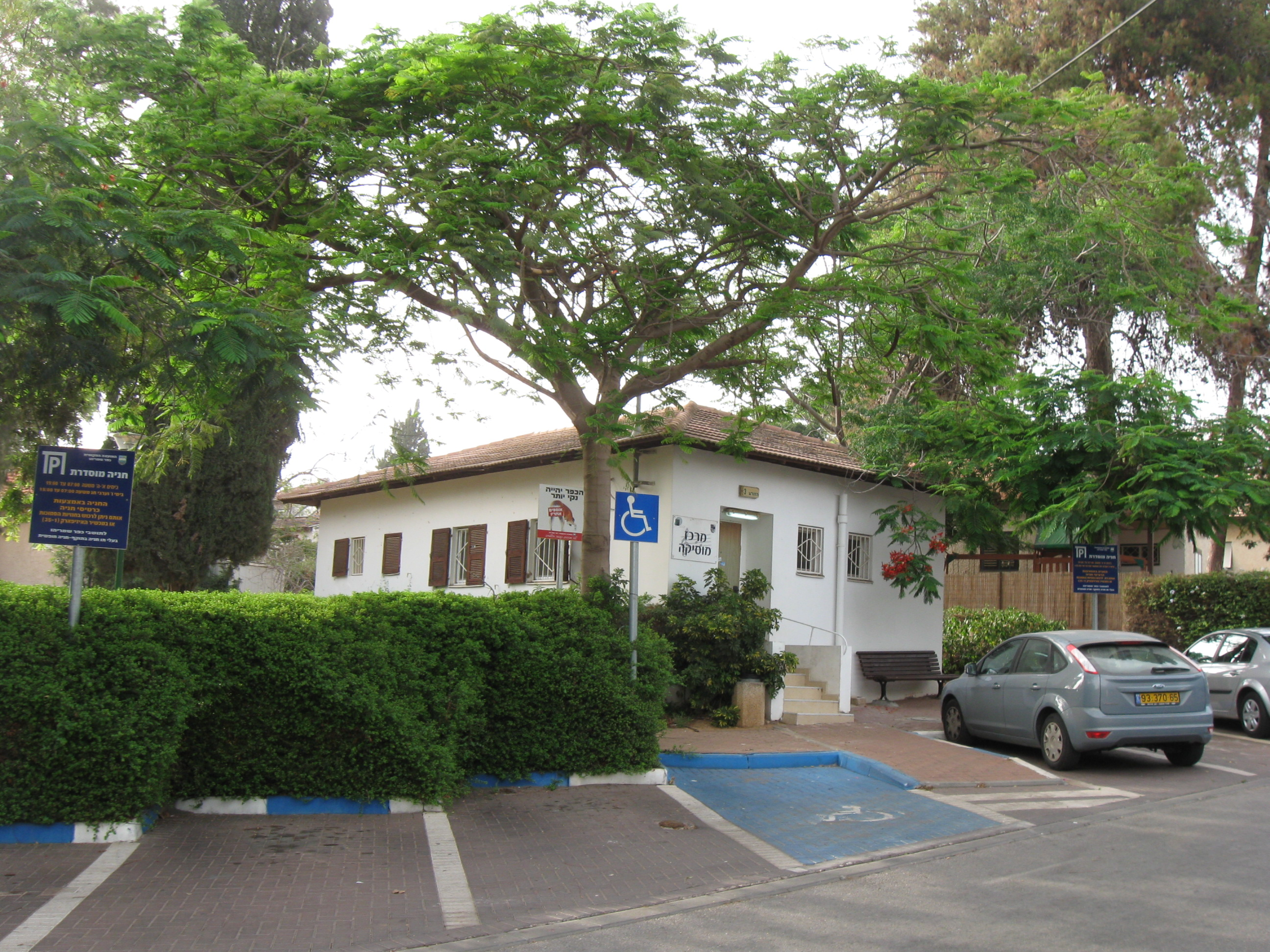
Kfar Shemaryahu

Kfar Shemaryahu (en hébreu : כפר שמריהו) est un village israélien (conseil local du district de Tel Aviv depuis 1950) situé dans le sud de la plaine du Sharon au nord de la ville d'Herzliya.
Kfar Shemaryahu a été fondé en tant que moshav le 20 mai 1937 par des immigrants allemands. À ses débuts, c'était un village à caractère agricole, mais dont le caractère urbain s'est renforcé au cours des années.
Son nom rend hommage à Shmaryahu Levin (en), un parlementaire russe connu comme dirigeant de l'Organisation sioniste mondiale.

## Personnalités
- Shulamit Aloni
- Sapir Koffmann
- Daphnée Leef